# Parafia Miłosierdzia Bożego w Barwałdzie Górnym
Parafia Miłosierdzia Bożego w Barwałdzie Górnym – rzymskokatolicka parafia znajdująca się w archidiecezji krakowskiej, w dekanacie Kalwaria, w Polsce.